# أشيقر (حائل)
أشيقر هي هجرة من هجر شمال منطقة حائل في المملكة العربية السعودية، وتقع ضمن نطاق محافظة بقعاء إدارياً. تقع هجرة أشيقر في أقصى شمال منطقة حائل وبقربها تقع هجرة الحيانية.